# Alcossisilani
Gli alcossisilani sono composti organici di formula generale Si(OR)n, ovvero sono formati da quattro gruppi alcossido (uguali o diversi) legati ad un atomo di silicio.

Tetraetossisilano.

Tetrametossisilano.

Gli alcossisilani più comuni sono il tetraetossisilano (TEOS) e il tetrametossisilano (TMOS). Molto comuni sono i derivati alchilati dei silani, chiamati alchil alcossisilani. Si possono sintetizzare anche alcossisilani di polisilicati ottenendo così i polialcossisilani.

## Proprietà e caratteristiche
Gli alcossisilani sono formati da una parte anionica centrale, il gruppo SiO44- detto ortosilicato, e dai quattro gruppi alchilici aventi una parziale carica positiva. Sono solubili in alcol etilico, 2-butanone, 1,1,1-tricloroetano e trielina.

## Sintesi
Gli alcossisilani più semplici possono essere sintetizzati a partire dal tetraclorosilano e dall'alcol desiderato:
SiCl4 + 4 ROH → Si(OR)4 + 4 HCl

## Reazioni
La reazione tipica degli alcossisilani è l'idrolisi che a pH neutro è molto lenta ma può essere catalizzata da acidi, basi e fluoruri. La velocità di reazione dipende anche dal rapporto tra le quantità di acqua e alcossilano utilizzate, dall'ingombro sterico causato dai gruppi sostituenti e dalla presenza di gruppi aventi un forte effetto induttivo.
Se utilizziamo un catalizzatore acido la reazione procede tramite una SN2. La reazione inizia con l'attacco di un H+ ad un atomo di ossigeno. Questo rende il silicio più suscettibile all'attacco nucleofilo da parte dell'acqua. Tale tipo di idrolisi catalizzata è efficace quando i sostituenti creano poco ingombro sterico o quando sono presenti sostituenti elettron-donatori.
Anche utilizzando un catalizzatore basico la reazione procede attraverso una SN2 e la velocità aumenta man mano che i gruppi alcossido sono sostituiti da gruppo ossidrile. La catalisi in ambiente basico presenta due svantaggi. Innanzitutto, la velocità di reazione è più lenta che in ambiente acido. Per di più in ambiente basico la reazione di idrolisi è una reazione di equilibrio che può quindi dare riesterificazione.
Si ipotizza che anche con l'utilizzo di fluoruri l'idrolisi proceda tramite una SN2. Il meccanismo prevede che il fluoro, avendo grande affinità per il silicio, si leghi "stirando" e indebolendo tutti gli altri legami. Uno dei due legami più lontani viene così attaccato dall'acqua. La reazione viene completata con l'espulsione di un H+ e di un F-.

## Utilizzi
Gli alcossisilani vengono usati come precursori nel processo sol-gel per produrre materiali vetrosi e ceramici di alta qualità. Tale processo prevede la preparazione di un sol (una soluzione colloidale) di un precursore (che può essere un alcossido metallico o non metallico), la trasformazione di tale sol in gel e la rimozione del solvente.
Gli alchil alcossisilani vengono utilizzati nelle vernici idrorepellenti. Tali composti aumentano la tensione superficiale dei materiali minerali verso le molecole d'acqua evitando che questa vi penetri all'interno, danneggiando la struttura edilizia. A causa della loro buona solubilità in acqua gli alchil alcossisilano vengono preferiti ad altri idrorepellenti come i siliconi quando c'è bisogno di impermeabilizzare una superficie bagnata o umida. Per di più gli alcossisilani reagiscono con i gruppi idrossilici della superficie di materiali silicei creando dei legami chimici che rendono il materiale altamente idrofobico. I legami che vengono a formarsi tra alchil alcossisilani e silicati posseggono un'elevata energia di legame, 88.2 Kcal • mol−1.